# Solpuguna collinita
Solpuguna collinita är en spindeldjursart som först beskrevs av William Frederick Purcell 1903.  Solpuguna collinita ingår i släktet Solpuguna och familjen Solpugidae. Inga underarter finns listade i Catalogue of Life.